# Rostbjörnbär
Rostbjörnbär (Rubus pedemontanus) är en rosväxtart som beskrevs av Pinkwart. Enligt Catalogue of Life ingår Rostbjörnbär i släktet rubusar och familjen rosväxter, men enligt Dyntaxa är tillhörigheten istället släktet rubusar och familjen rosväxter. Arten är reproducerande i Sverige. Utöver nominatformen finns också underarten R. p. declinatus.

## Bildgalleri

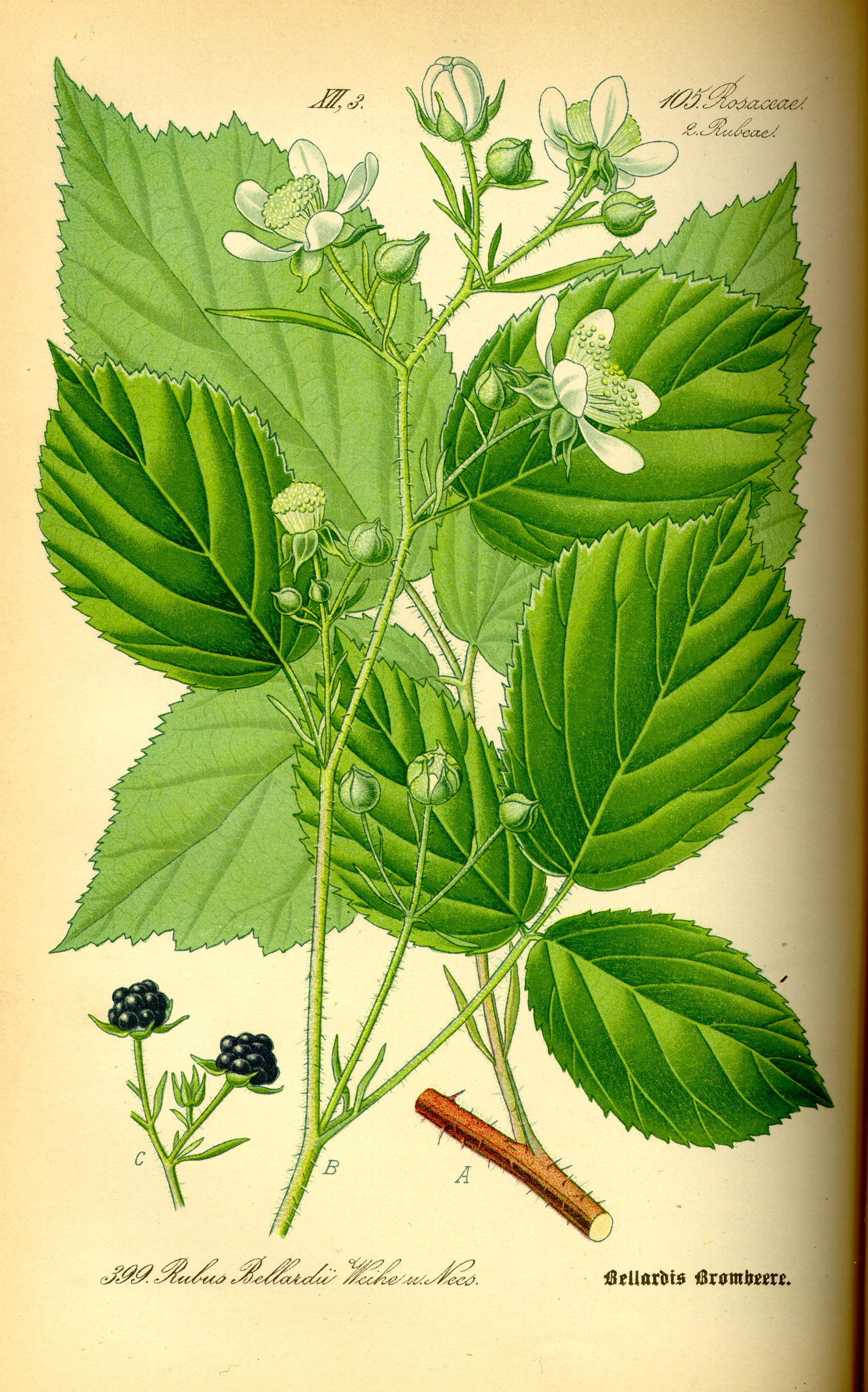
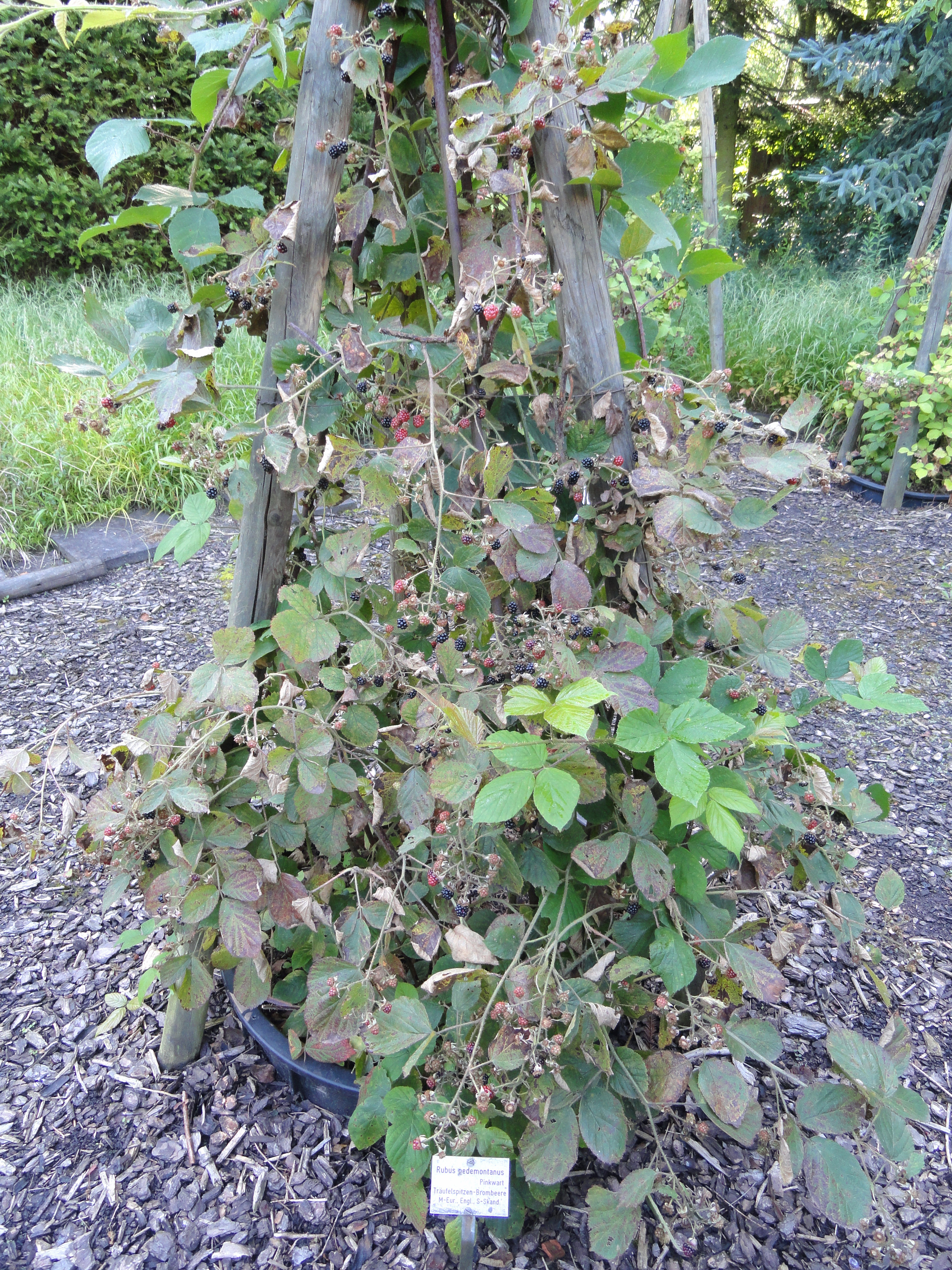
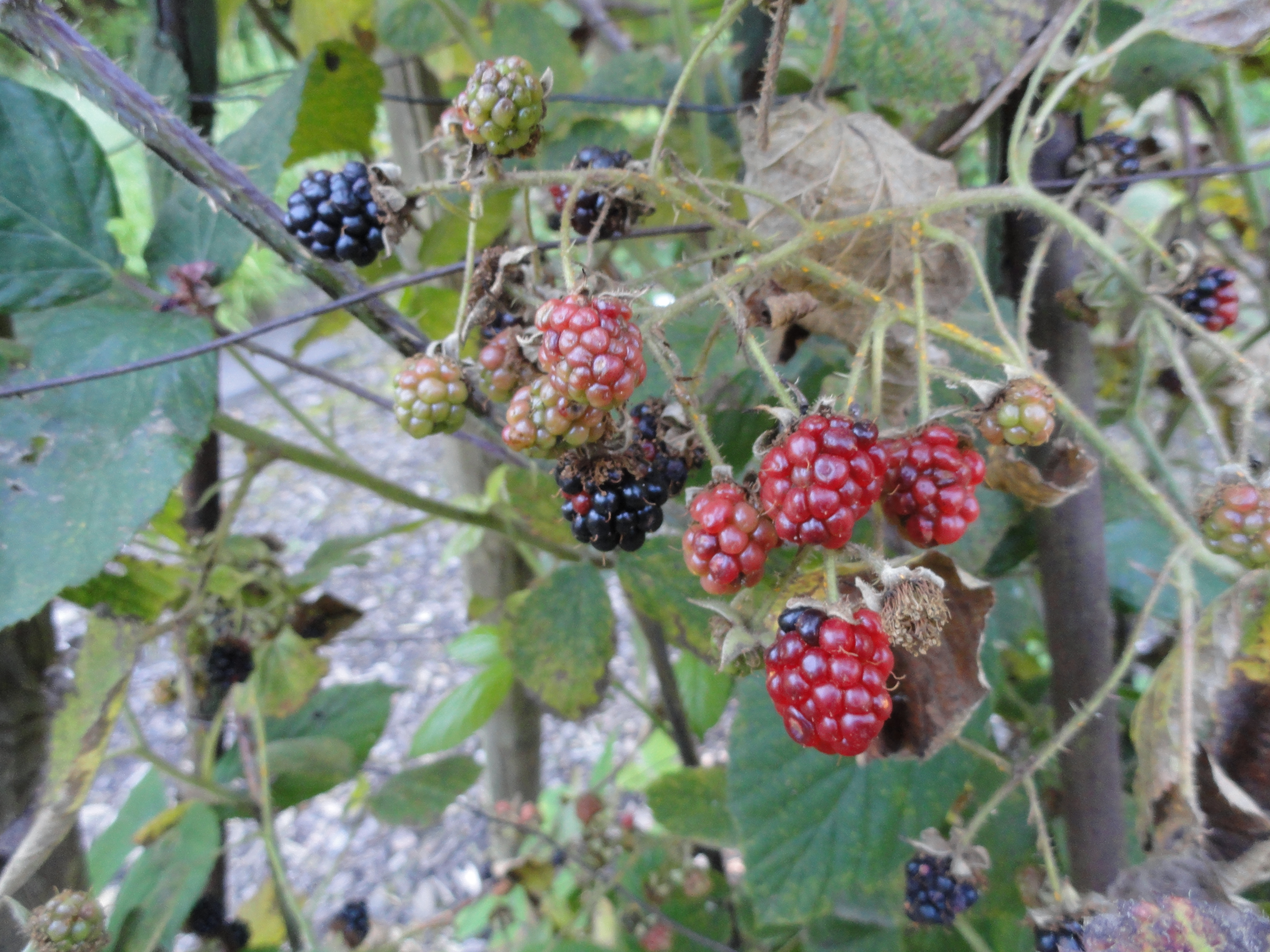
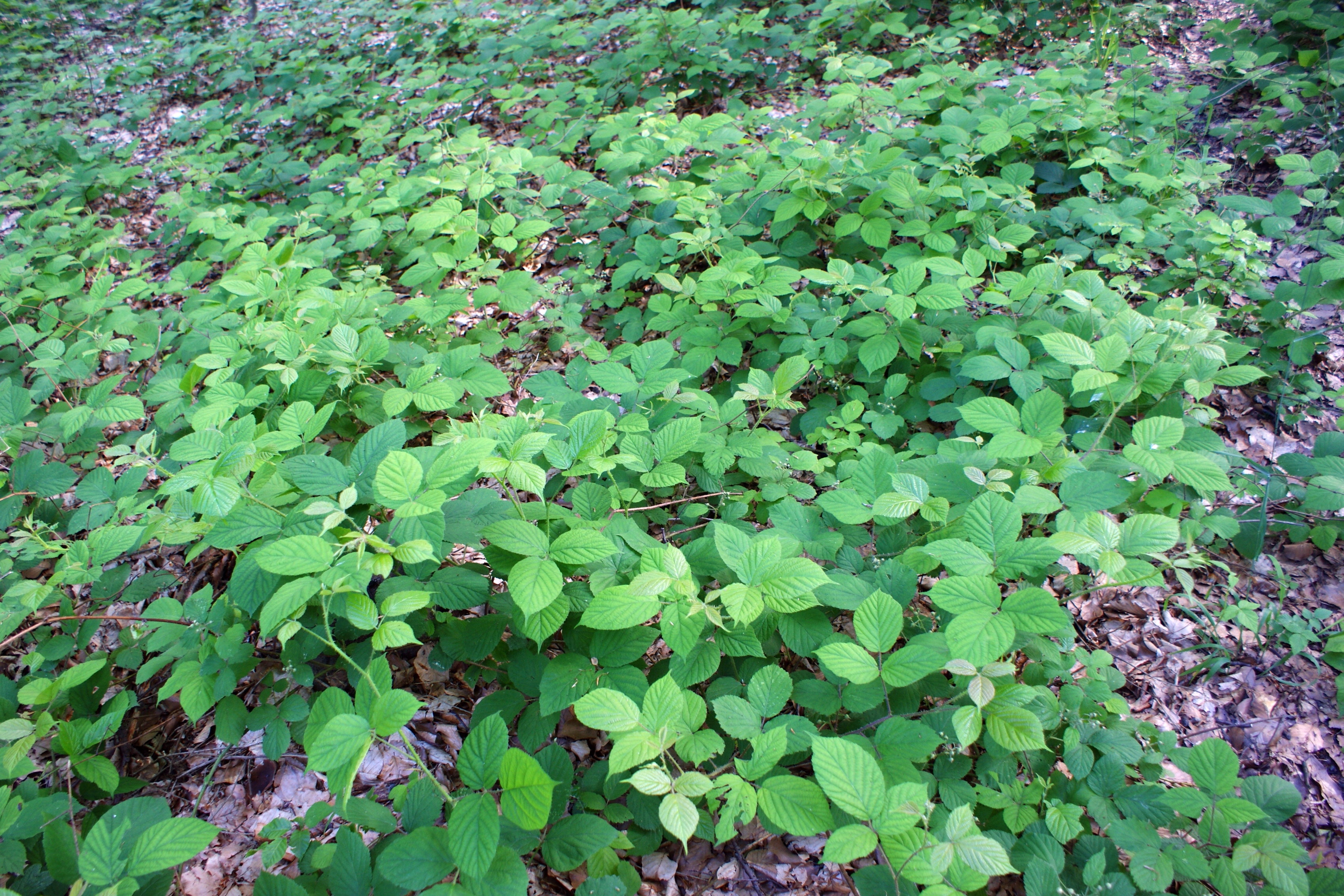